# دیمیتار گئورگیف
دیمیتار گئورگیف (بلغاری: Димитър Георгиев؛ زادهٔ ۹ فوریهٔ ۱۹۹۲) بازیکن فوتبال اهل بلغارستان است.
از باشگاه‌هایی که در آن بازی کرده است می‌توان به باشگاه فوتبال لیتکس لووچ اشاره کرد.